# Alphonso Wood
Alphonso Wood (* 17. September 1810 in Chesterfield, New Hampshire; † 4. Januar 1881 in West Farms, New York) war ein US-amerikanischer Pädagoge und Botaniker. Sein offizielles botanisches Autorenkürzel lautet „Alph.Wood“. Früher war auch das (heute anderweitig vergebene) Kürzel „A.Wood“ in Gebrauch.

## Werke
- A class-book of botany. 1845 (bis 1855 in 41 Auflagen erschienen).
- Object lessons. 1862.
- Botanist and florist. 1870.
- Plant record. 1872.
- zusammen mit Steel: Fourteen weeks in botany. 1879.